# Jaida Essence Hall
Jared Johnson, plus connu sous le nom de scène Jaida Essence Hall, est un costumier, maquilleur et drag queen américain, principalement connu pour avoir gagné la douzième saison de RuPaul's Drag Race.

## Jeunesse et débuts
Jared Johnson naît le 9 décembre 1986 à Milwaukee, dans le Wisconsin. Jaida Essence Hall est la quatrième candidate de RuPaul's Drag Race à venir de Milwaukee et la deuxième gagnante après Trixie Mattel, gagnante de la troisième saison de RuPaul's Drag Race All Stars. Jared Johnson cite le sens de la communauté et la diversité de sa ville d'origine comme inspiration pour son personnage. Jaida Essence Hall se produit pendant un temps chez Hamburger Mary's.

## Carrière
Jared Johnson commence sa carrière de drag queen en 2010,. Le nom « Jaida Essence Hall » vient d'un de ses amis, l'ayant prénommé Jaida après sa première fois avec une perruque, de son petit ami qui la surnomma « the essence of beauty » et du nom de famille de sa drag family.
Elle commence sa carrière avec des concours de beauté et gagne de nombreux titres, tels que Miss Five, Miss Gay Madison, Miss Wisconsin Club et Miss City of the Lakes,. Elle se représente également lors de la mi-temps d'un match des Bucks de Milwaukee en 2019.
Jaida Essence Hall pour ses compétences de costumière et confectionne la majorité de ses tenues ; son petit ami confectionne ses bijoux. 
Le 23 janvier 2020, Jaida Essence Hall est annoncée comme l'une des treize candidates de la douzième saison de RuPaul's Drag Race. Le 29 mai 2020, elle est virtuellement couronnée gagnante de la saison après sa victoire face à Crystal Methyd et Gigi Goode.
Le 13 avril 2022, Jaida Essence Hall est annoncée comme l'une des huit candidates de la septième saison de RuPaul's Drag Race All Stars.

## Filmographie

### Télévision
| Année | Titre                                     | Rôle      | Notes                      |
| ----- | ----------------------------------------- | --------- | -------------------------- |
| 2019  | Match des Bucks de Milwaukee              | Elle-même | Représentation de mi-temps |
| 2020  | RuPaul's Drag Race                        | Elle-même | Gagnante                   |
| 2020  | RuPaul's Drag Race: Untucked              | Elle-même | Candidate                  |
| 2022  | RuPaul’s Drag Race All Stars: All Winners | Elle-même | Candidate                  |

### Web-séries
| Année | Titre           | Rôle    | Notes | Ref   |
| ----- | --------------- | ------- | ----- | ----- |
| 2020  | Cosmo Queens    | Herself | Guest | [ 8 ] |
| 2020  | Whatcha Packin' | Herself | Guest | [ 9 ] |

## Discographie

### Apparitions
| Titre | Année | Album  |
| --- | ----- | ------ |
| "You Don't Know Me" (avec The Cast of RuPaul's Drag Race Season 12)                                                       | 2020  | Single |
| "Madonna: The Unauthorized Rusical" (avec The Cast of RuPaul's Drag Race Season 12)                                       | 2020  | Single |
| "I Made It / Mirror Song/ Losing Is New Winning" (Las Vegas Live Medley)" (avec The Cast of RuPaul's Drag Race Season 12) | 2020  | Single |
| "The Shady Bunch" (avec The Cast of RuPaul's Drag Race Season 12)                                                         | 2020  | Single |